# Fritz Selbmann
Friedrich Wilhelm «Fritz» Selbmann (Lauterbach, 29 de septiembre de 1899-Berlín, 26 de enero de 1975) fue un funcionario del partido, ministro y escritor alemán.

## Vida

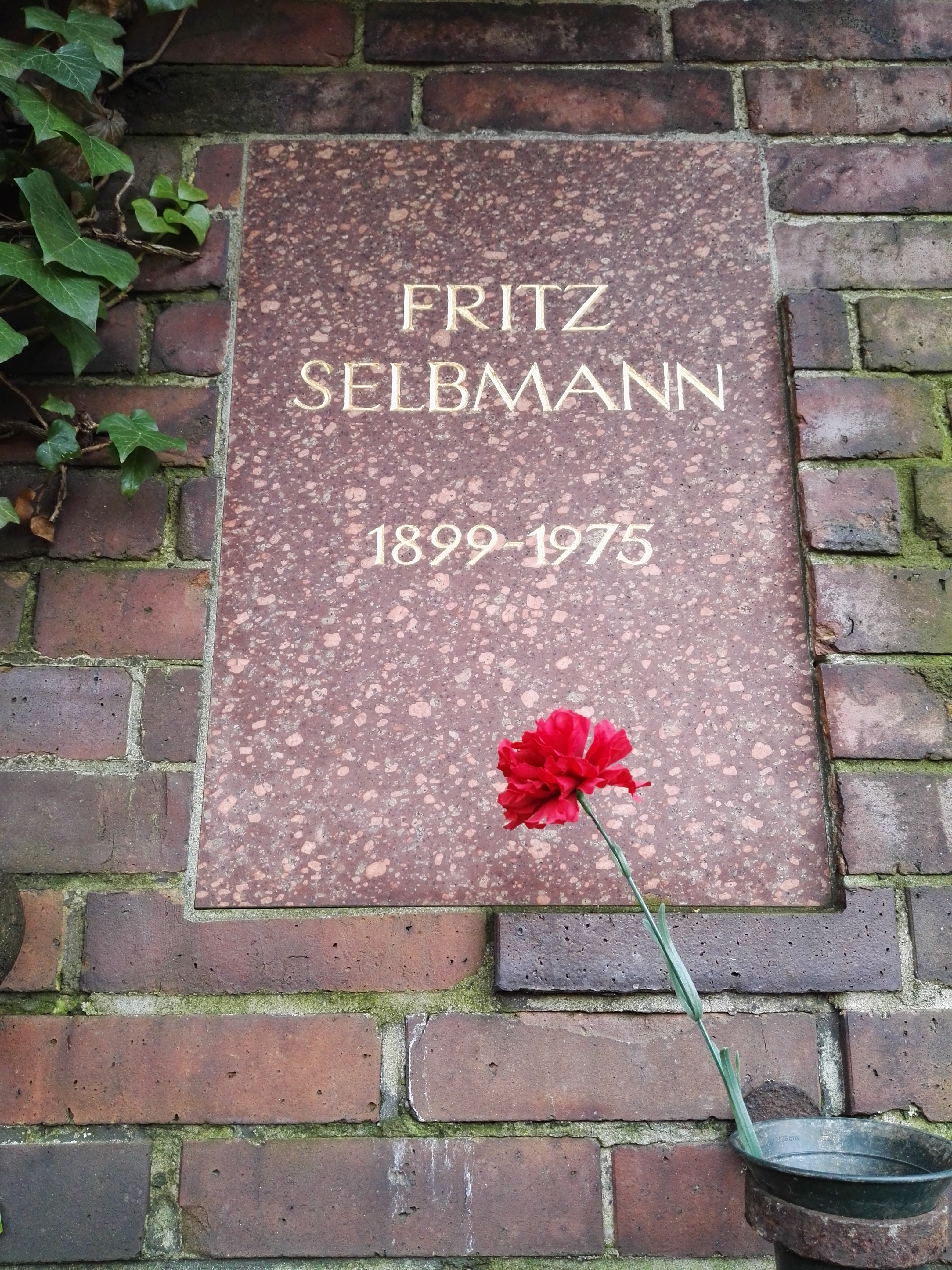
Tumba de Fritz Selbmann en la ciudad de Berlín

Hijo de un forjador de cobre, fue soldado en la Primera Guerra Mundial y en 1918 miembro de un consejo obrero. En 1920 ingresó en el Partido Socialdemócrata Independiente de Alemania, y en 1922 en el Partido Comunista de Alemania (KPD). Durante la República de Weimar fue varias veces detenido por su actividad política y encarcelado. Entre 1930 y 1933 fue miembro del Landtag prusiano, en 1932 y 1933 miembro del Reichstag de la República de Weimar y secretario político en las regiones de Alta Silesia y Sajonia. Participó el 7 de febrero de 1933 en el congreso ilegal del Comité Central del KPD en el Sporthaus Ziegenhals. Ese mismo año fue detenido y sobrevivió al nacionalsocialismo recluido en presidios y campos de concentración.
Después del fin del nazismo desempeñó distintas funciones, tanto en la Zona de ocupación soviética (vicepresidente de la Deutsche Wirtschaftskommission), como en la República Democrática Alemana (ministro de industria [más adelante ministro de industria pesada], vicepresidente del Staatliche Plankommission y del Volkswirtschaftsrat der DDR).
Durante la sublevación de 1953, fue uno de los pocos funcionarios importantes del Partido Socialista Unificado de Alemania (SED) que se enfrentó a los huelguistas.
Entre 1954 y 1958 fue miembro del Comité Central del SED. Debido a su «postura desviada» fue apartado por la fracción de Karl Schirdewan y Ernst Wollweber de la dirección del partido, y empezó a dedicarse a la escritura. La temática de sus escritos trataba preferentemente las luchas por el cumplimiento del plan socialista.
Hasta su muerte vivió como escritor en Berlín. Entre 1969 y 1975 fue uno de los vicepresidentes de la Deutscher Schriftstellerverband. Sus restos se encuentran en el Zentralfriedhof Friedrichsfelde. En la casa donde nació hay una placa homenaje.

## Homenajes
Desde 1986 la planta de energía Gaskombinat Schwarze Pumpe se denominó VEB Gaskombinat «Fritz Selbmann» Schwarze Pumpe; también le pusieron su nombre a varios institutos de secundaria, además de a la Lausitzhalle Hoyerswerda. En 1970 recibió el premio Heinrich Mann.

## Obra
- Die lange Nacht (1961)
- Die Heimkehr des Joachim Ott (1962)
- Die Söhne der Wölfe (1965)
- Alternative, Bilanz, Credo (1969)
- Der Mitläufer (1973)
- Acht Jahre und ein Tag. Bilder aus den Gründerjahren der DDR (1999, autobiografía póstuma)